# Qeshm Air
Qeshm Air (aussi appelée Faraz Qeshm Airlines) est une compagnie aérienne iranienne de passagers basée dans l'île iranienne de Qeshm dans le Golfe Persique.

## Services
Qeshm Air assure des services de passagers réguliers entre l'île de Qeshm (une zone franche proche du détroit d'Ormuz et des villes d'Iran ou des Émirats arabes unis, ainsi que des services de cargo vers d'autres pays proches. Son vol Qeshm-Dubaï, similaire au service offert par Kish Airline, est populaire avec les étrangers travaillant aux Émirats arabes unis, qui ont besoin de sortir puis entrer de nouveau dans le pays pour prolonger leur visa. La plupart choisissent Kish ou Qeshm, qui sont les destinations les plus proches et les moins chères, en plus de conditions d'obtention de visa plus souples que le reste de l'Iran.

## Destinations
En septembre 2020, la compagnie dessert diverses destinations dont Brussels International Airport,, Al Najaf International Airport.

## Flotte

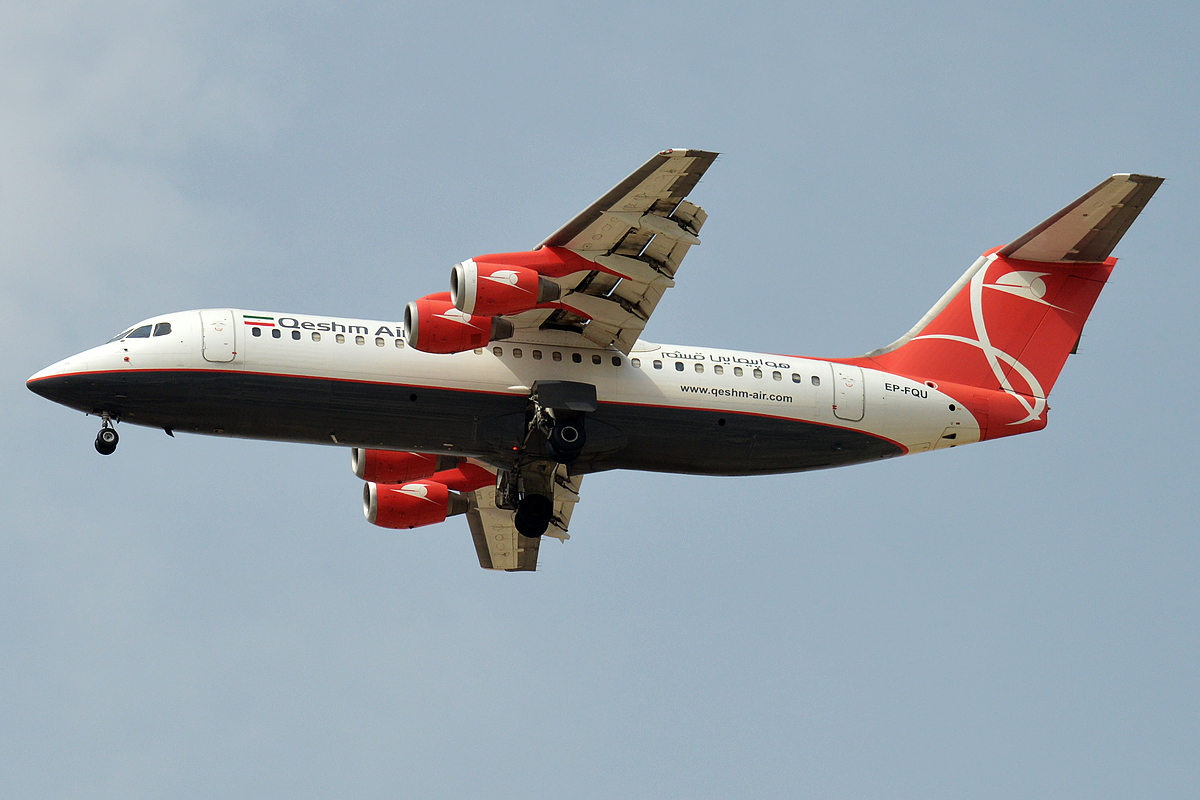
Avro 146-RJ 100 de Qeshm Air.

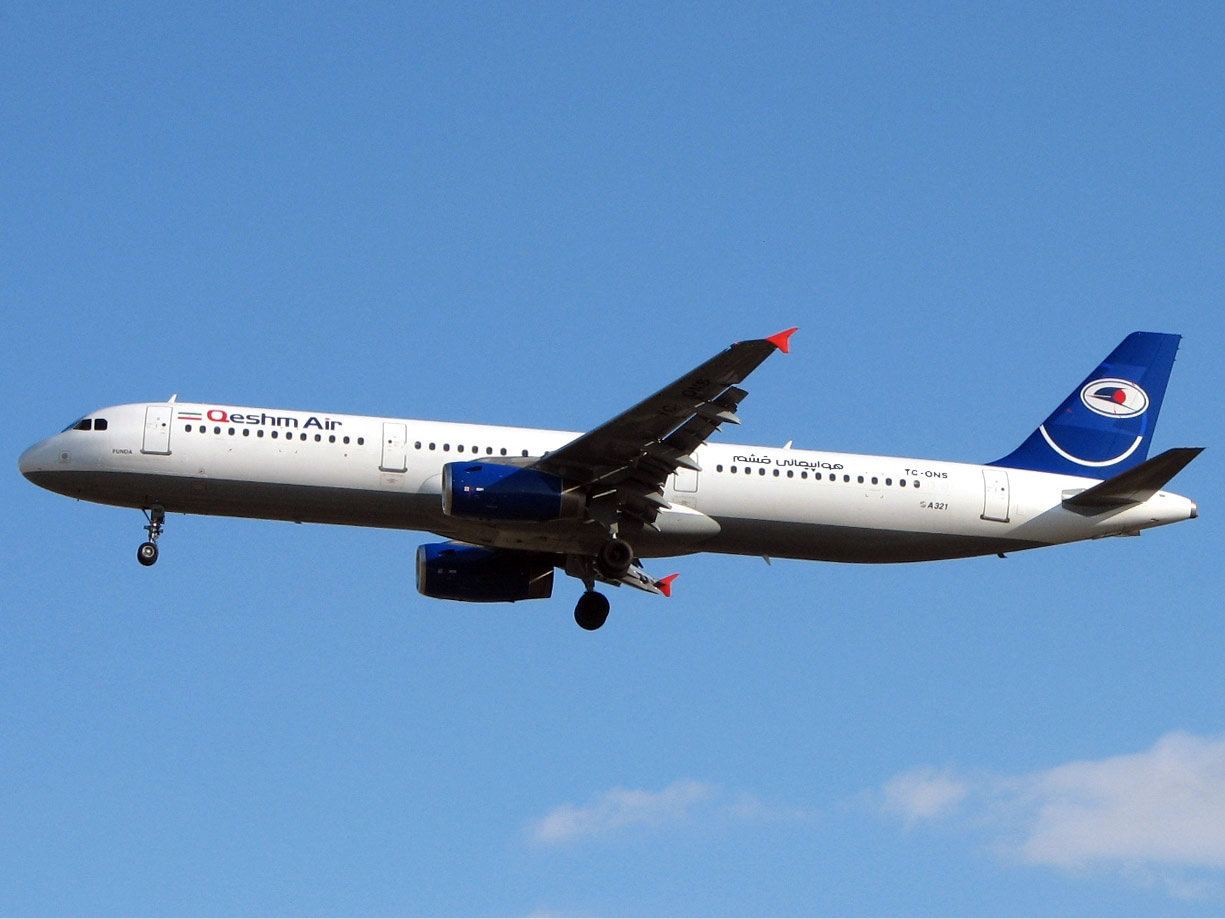
Ancien Airbus A321 de Qeshm Air.

En mai 2023, la flotte de la Qeshm Air inclut :
La compagnie a également exploité les types d'avion suivants :
- Airbus A321
- British Aerospace Avro RJ85
- Fokker 50
- Iliouchine Il-76TD
- Yakovlev Yak-40
- McDonnell Douglas MD-80